# De (religioni taoiche)
De (in Cinese: 德  /də/) è un concetto chiave nella filosofia cinese, solitamente tradotto "carattere intrinseco, potere interiore, integrità" nel Taoismo, "carattere morale, virtù, moralità" nel confucianesimo e in altri contesti, e "qualità, virtù" (guna) o "merito, azioni virtuose" (punya) nel buddismo cinese.

## La parola
Il cinese de [德] è un termine antico e linguisticamente complesso. L'articolo lo analizza in termini di semantica, grafica, ed etimologia.

### Significati
L'Hanyu Da Zidian, definisce venti significati per de 德, traducibili come:
1. Alzati, sali, arrampicati, sali. [升;登. ]
2. Morale, moralità, virtù, condotta personale, integrità morale, onore. [道德, 品行, 节 操. ]
3. Denotando una persona saggia / illuminata con carattere morale. [指有道德的贤明之人. ]
4. Gentilezza, favore, grazia, benevolenza. [恩惠, 恩德. ]
5. Grato, grato, grato, indebitato. [感恩, 感激. ]
6. Regola benevola, buon governo, buona istruzione. [德政, 善 教. ]
7. Regolamenti / regole oggettivi. [客观规律. ]
8. Qualità, natura, carattere di base, caratteristiche, attributi. [性质;属性. ]
9. Intenzione, scopo, cuore, mente. Ad esempio: "Sii di uno stesso cuore e mente" "Be of one heart and mind". [心意. 如:一心一德. ]
10. Nella teoria delle Cinque Fasi, un riferimento all'energia / aria produttiva stagionale. [五行说指四季的旺气. ]
11. Prima crescita, fase iniziale, inizio di qualcosa. [始生;事物的开始. ]
12. Un modello/decorazione a testa di fenice. [凤凰头上的花纹. ]
13. Benedizioni, buona fortuna, felicità, derivanti da azioni benevole. [福, 善 庆 的 事. ]
14. Usato per zhí "dritto, solo". [通 "直 (zhí)".]
15. Usato per zhí "per piantare, crescere, stabilire". Piantare un albero. [通 "植 ( zhí )". 立木. ]
16. Usato per "ottenere, ottenere, generare". [通 "得".]
17. Un nome nazionale. Un'abbreviazione per la Repubblica di Germania durante la seconda guerra mondiale. [国名. 第二次世界大战结束前的德意志联邦的简称. ]
18. Un nome stellare. [星名. ]
19. Un nome di fiume. Un altro nome per il Fiume Giallo. [水名. 黄河之别名. ]
20. Un cognome [姓. ]

Questo dizionario fornisce esempi di utilizzo precoce, e tutti questi significati di de sono presenti in testi classici Han o pre-Han, fatta eccezione per il numero 17 (de abbrevia Deutschland).
Tradurre de in inglese o italiano è problematico e controverso. Arthur Waley credeva che de fosse meglio tradotto "potere" che "virtù" spiegandolo con una metafora della "banca della fortuna".
Basandosi sulla relazione affine tra de e zhi "piantare", Waley osservò inoltre che i primi cinesi consideravano il piantare semi come un de, quindi "significa un potere latente, una "virtù inerente a qualcosa".
Il linguista Peter A. Boodberg ha studiato la semantica e l'etimologia di de 德, che ha chiamato "forse la parola più significativa, accanto a tao 道, nell'antica macro e microcosmologia cinese".
Victor Mair spiega che la difficoltà di tradurre accuratamente de,
Mair (1990: 135) conclude che de daoista è tradotto nel modo migliore "integrità", che "non significa altro che la totalità o la completezza di una data entità", e come de, "rappresenta l'individualità di ogni essere nell'universo".

### Caratteri
De "potere, virtù" viene scritto con il carattere cinese 德 sia in cinese tradizionale che in cinese semplificato. Questo carattere 德 combina la radice (elementi grafici ricorrenti che suggeriscono il significato) "chi" 彳: "passo, andare"  con zhi 直 "dritto, verticale" e xin 心 "cuore, mente". De 德 ha come varianti rari: 徳 (senza la linea 一 orizzontale) e 悳 o 惪 (senza il radicale 彳).
Le prime forme scritte di de 德 sono la scrittura oracolare della dinastia Shang (1600-1046 aC circa) e la scrittura su bronzo e la scrittura dei sigilli della dinastia Zhou (1045-256 aC). Nei caratteri oracolari troviamo de 德 con 彳 "passo, andare" e 直 "dritto", in seguito i caratteri della scrittura su bronzo hanno aggiunto l'elemento "cuore, mente". Il carattere oracolare per zhi 直 "retto, verticale" raffigura ideograficamente shu丨 "linea verticale" sopra mu 目 "occhio", la scrittura in bronzo ha elaborato in shi 十 "dieci", e nella scrittura dei sigilli troviamo separati l'occhio e il cuore con una linea orizzontale.

### Etimologie
Boodberg (1979: 33-4) ha intrapreso una "analisi grafofonetica" di de. Basandosi sull'elemento fonetico zhi 直 "dritto; eretto" e il radicale 行 che suggerisce movimento, egli traduce de come l'inglese arrect: "messo in posizione verticale; diretto verso l'alto" (dal latino ad- "a") o insititious, insitizioso "innestato; inserito" potere (dal latino insitio "impiantare; innestare"). Interpretando 心 "cuore; mente" per connotare "interiore", prende il prefisso dal latino indoles "qualità innata; disposizione naturale" per neologizzare ulteriormente l'indarrità. Boodberg conclude che il sostantivo de è meglio tradotto enrect nel senso passivo di potere, o arrect nel senso attivo di influenzare gli altri. Egli crede che i cinesi intendevano de come potente ma non coercitivo, e come arrettivo piuttosto che correttivo. Fin dai primi testi che descrivono de 德 come qualità acquisita, egli propone che sia un paronimo di de 得"acquisire; ottenere", che è una definizione comune di de "potere; virtù". Infine, nota una possibile etimologia di "vedere dritto; guardare direttamente le cose; intuizione" perché le prime occorrenze grafiche di zhi 直 rappresentavano una linea retta su 目 "occhio" (scritto orizzontalmente, 罒, in 德).
Victor H. Mair propone una correlazione tra proto-indoeuropeo dugh e de:
Nell'olandese moderno, il sostantivo "de" può essere tradotto come "deugd"; il verbo "deugen" significa "avere virtù".
Secondo il nuovo dizionario etimologico del cinese antico (2007: 208) di Axel Schuessler, de <* tək 德 "forza morale, virtù, carattere; qualità, natura" è probabilmente nella stessa famiglia di parole di de <* tək 得 "to get" e forse zhi <* drək 直 "dritto; giusto". Cita la proposta di Edwin G. Pulleyblank che de 德  e de 得 sono affini alla lingua tibetana thub "un potente, uno che ha potere e autorità".

## Uso nel taoismo
I testi classici del Daoismo si riferiscono frequentemente a de.

### Wuxing Hequidao
Il Wuxing Heqida o五行 合气道, Gogyo Aikido in giapponese, ha le sue radici nella teoria confuciana, taoista e buddista. Questa arte è centrata attorno allo sviluppo di De (德) come base della salute e del benessere complessivi, incoraggiando l'esperienza e l'espressione della natura innata dei praticanti (Jing prenatale).
L'unificazione di mente, corpo e ambiente è enfatizzata utilizzando l'anatomia e la teoria fisiologica wuxing (cinque elementi) della medicina tradizionale cinese. I movimenti fondamentali, gli esercizi e gli insegnamenti coltivano, dirigono e armonizzano il Qi (energia) interno ed esterno per costruire il carattere morale (道德) e rafforzare la connessione con De (德). Questo dà integrità alla Trinità del Cielo, della Terra e dell'Umano (Shen, Qi, Jing) attraverso il Meridiano Chong Mai (linea di energia) e lo Zheng Qi (energia verticale).
Nel testo viene enfatizzata l'applicazione dei quattro pilastri, comprendendo: l'educazione alla meditazione Wuxing, il Tao yin (yoga cinese), lo Shiliao (terapia alimentare tradizionale) e lo studio delle mani con Tui na (digitopressione).

### Daodejing
De (德) è una parola chiave nel Daodejing dove si presenta 44 volte, rispetto alle 76 occorrenze di dao . Il titolo fa riferimento a una divisione testuale tra il Daojing (capitoli 1-37, poiché 1 inizia con dao : "La via che può essere descritta") e il Dejing (capitoli 38-81, poiché 38 inizia con de: "L'uomo di più alto "potere", vedi sotto). Il termine daode (道德), composto (relativamente) moderno, significa "moralità, principi etici, etica, filosofia morale".
Il primo tema nel Daojing è l'interrelazione tra de e dao. "Tale la portata del Potere Onnipervadente. Che solo esso può agire attraverso la Via." (21, tr. Waley). Il cosiddetto "Capitolo De" ha il maggior numero di ricorrenze.
Quindi mantiene il suo "potere". L'uomo di "potere" inferiore non può liberarsi dall'apparenza di "potere"; Quindi è in verità senza "potere". L'uomo di più alto "potere" non agisce, né c'è nessuno che lo consideri in questo modo; L'uomo di "potere" inferiore agisce ed è considerato potente. L'uomo della più alta umanità, sebbene agisca, non è considerato;Mentre un uomo anche della più alta moralità agisce ed è così considerato; Mentre anche chi è più esperto nel rituale non si limita ad agire, ma se le persone non rispondono, allora si tirerà su le maniche e avanzerà verso di loro. Questo è il motivo per cui si dice: "Dopo che il Tao fu perso, poi venne il 'potere'; Dopo che il 'potere' fu perso, venne la gentilezza umana". Dopo che la gentilezza umana è stata persa, è arrivata la moralità,
Dopo che la moralità è stata persa, è arrivato il rituale. (38, tr. Waley)»
Un altro esempio:
In confronto questo terzo esempio:
Il "potere" del Tao li ha allevati, modellati secondo la loro specie, perfezionati, dando a ciascuno la sua forza. Quindi delle diecimila cose non ce n'è una che non adori il Tao e renda omaggio al suo "potere". Non fu mai emanato alcun mandato che accordasse al Tao il diritto di essere adorato, né al suo "potere" il diritto di essere adorato, né al suo "potere" il diritto di ricevere omaggio. È stato sempre e di per sé così. Quindi, come il Tao li ha generati e il "potere" del Tao li ha allevati, li ha fatti crescere, incoraggiati, ospitati, preparato per loro, così devi allevarli, ma non rivendicarli; controllarli, ma non appoggiarti mai su di loro. loro, Sii il primo fra loro, ma non gestirli.
Questo è chiamato "potere misterioso". (51, tr. Waley)»
Anche i capitoli 10 e 65 usano xuande (玄德"scuro/misterioso de").
Il secondo tema di Daodejing è l'efficacia di de per la politica (si vedano i significati 6 e 7 sopra). Un governante saggio può acquisire de sufficiente per influenzare i suoi sudditi attraverso, in effetti, il governo wu wei.
Questo "accumulare una riserva" significa assorbire rapidamente, e "assorbire rapidamente" significa raddoppiare il proprio "potere" raccolto. Raddoppia il tuo potere raccolto ed esso acquisisce una forza che nulla può superare. Se non c'è nulla che non possa superare, non conosce limiti,
E solo ciò che non conosce limiti è abbastanza grande da mantenere un intero regno nelle sue mani. (59, tr. Waley)»
Un confronto con questa descrizione dell'uso del de accumulato per influenzare gli altri:
I migliori combattenti non manifestano ira. Il più grande conquistatore vince senza aderire alla questione; Il miglior utilizzatore di uomini si comporta come se fosse il loro inferiore. Questo è chiamato il potere che deriva dal non contendere, È chiamato la capacità di usare gli uomini,
Il segreto dell'essere accoppiati al paradiso, a ciò che era antico. (68, tr. Waley)»
Mair interpreta queste occorrenze di de:

### Zhuangzi
Lo Zhuangzi usa de 191 volte. Molti contesti lodano l'"integrità; forza interiore" taoista, una parte scimmiottano la "virtù" Confucianista e Mohista, e altri fanno giochi de parole. Uno dei titoli dei capitoli è "De chong fu " (5,德充符, "Il segno della completa virtù").
Molti dei traduttori dal Zhuangzi spiegano le difficoltà di tradurre de in inglese. Frederic H. Balfour (1881: xxxvii) glossa succintamente de con greco e cinese.
James Legge (1891: 81) dà questa nota a piè di pagina al "Capitolo De".
Fung Yu-lan (1938:8) cita due esempi.
Lao Tzŭ ha detto:
"Tao produce una cosa; Tê la mantiene." - " Tao Tê Ching ", 51 .
Chuang Tzŭ ha detto:
"Ciò che le cose ottengono per vivere si chiama Tê ." - Capitolo XII .
Quindi Tê è ciò che una cosa individuale riceve dal Tao . La totale spontaneità di tutte le cose è il Tao . La spontaneità che una cosa individuale riceve dal Tao è Tê . Come ha detto qualche commentatore, la relazione tra Tê e Tao è proprio come quella tra l'acqua nel fiume o nel lago e l'acqua in generale.»
Burton Watson (1968: 25), la cui traduzione sarà citata di seguito, descrive le sottili connotazioni.
Victor H. Mair (1994: 383) differenzia gli usi contestuali di de nello Zhuangzi.
De era centrale nella cosmologia daoista, e lo Zhuangzi lo spiega spesso con dao "la Via" e tian "paradiso; dio". Il capitolo 12, "Cielo e terra", ha due buone illustrazioni.
Zhide (至德"perfetto/ultimo de") ricorre sette volte (vedere il proverbio/gioco di parole citato sotto). Per esempio,
Questa parabola che incolpa i saggi per aver perso i primordiali dao e de ha diversi parallelismi con Zhuangzi. Eccone due.
Questo tema dei saggi governanti che usano i poteri di de ricorre nel capitolo "Cielo e Terra".
Uno dei capitoli interni ha un dialogo tra Confucio e il duca Ai di Lu (494–468 a.C.). Il Duca descrive l'incontro con un gobbo di nome Ai Taito, che era notoriamente brutto e carismatico, e chiede della sua incredibile popolarità, che il Maestro attribuisce a de senza forma e simile all'acqua.
"Cosa intendi quando dici che i suoi poteri sono integri?" chiese il duca Ai.
Confucio disse: "Vita, morte, conservazione, perdita, fallimento, successo, povertà, ricchezza, dignità, indegnità, calunnia, fama, fame, sete, freddo, caldo - queste sono le alternanze del mondo, il funzionamento del destino. Giorno e notte cambiano posto davanti a noi e la saggezza non può scoprire la loro fonte. Pertanto, non dovrebbero essere sufficienti per distruggere la tua armonia; non dovrebbe essere consentito loro di entrare nella "Magazzino dello Spirito". Se riesci ad armonizzarti e goderteli, dominali e non perdere mai la gioia, se puoi farlo giorno e notte senza interruzioni e fare in modo che sia primavera con tutto, mescolandoti a tutto e creando il momento nella tua mente - questo è ciò che chiamo essere integralmente nel potere".
"Cosa intendi quando dici che la sua virtù non prende forma?"
"Tra le cose di livello, l'acqua a riposo è la più perfetta, e quindi può servire come standard. Protegge ciò che è dentro e non mostra alcun movimento all'esterno. La virtù è l'instaurazione della perfetta armonia. Sebbene la virtù non abbia forma, le cose non possono staccarsene." (5, tr. Watson 1968: 73-74)»
Lo Zhuangzi è famoso per i giochi di parole e la sua arguzia. Diversi passaggi fanno giochi di parole tra de "ottenere" e de "integrità; virtù" (vedere Watson 1968: 183, 214). Il capitolo "Inondazioni autunnali" cita un proverbio: "il de (nome) perfetto non de (verbo)" (至德不得); "Ho sentito dire:" L'Uomo della Via non vince fama, la virtù più alta non vince guadagno, il Grande Uomo non ha sé ". Nella misura più perfetta, segue ciò che gli è stato assegnato." (17, tr. Watson 1968: 178-9). De dispregiativamente significa "virtù; moralità" in alcuni contesti che deridono i confuciani, i mohisti e la scuola dei nomi. Ad esempio, questa derisione del loro sofisma: "C'è sinistra, c'è destra, ci sono teorie, ci sono dibattiti, ci sono divisioni, ci sono discriminazioni, ci sono emulazioni e ci sono contese. Queste sono chiamate le otto virtù." (2, tr. Watson 1968:44). Tradurre le parole argute di Zhuangzi può essere molto complesso. Un'ultima istanza menziona cinque tipi di xiongde (凶德 "cattivo/diabolico/terribile de"), ma elenca solo il primo zhongde (中德 "center/middle de"). Confrontare queste traduzioni di de in Watson ( "virtù") e Mair ( "integrità").
La parola Bade 八德 "otto virtù / poteri" appare per la prima volta nel capitolo "Discussione su come rendere tutte le cose uguali". Sebbene molti commentatori e traduttori di Zhuangzi cerchino di dare a de "un significato speciale diverso dal suo ordinario di "virtù" in questo contesto", osserva Watson, "credo che Chuang Tzu stia deliberatamente parodiando le categorie etiche dei confuciani e dei mohisti."
I confuciani successivi fraintenderanno questo contesto Daoista e interpreteranno moralisticamente bade come Xiao 孝 "pietà filiale", di 悌 "pietà tra fratelli", zhong 忠 "lealtà; fedeltà", xin 信 "fidati; credi", li 禮 "rituale; riti; cortesia", yi 義 "giustizia; retta condotta", lian 廉 "retto; onorevole; integrità" e zhi 恥" umiltà; vergogna".

## Usi confuciani
Il quattro libri del confucianesimo danno alcune spiegazioni di de, "virtù". Si noti che le seguenti citazioni citano le traduzioni accademiche di Charles Muller dei Dialoghi, Dottrina del mezzo, Grande Apprendimento e Mencio . Le traduzioni più familiari di James Legge rendono ren " umanità; cuore umano" come "virtù perfetta", che a volte crea confusione con de come "virtù". Confronta le traduzioni di questi due passaggi degli Analecta (dialoghi).

### I Dialoghi (Analecta)
De occorre 40 volte negli Analecta confuciani. Mentre Confucio esaltava de "virtù; moralità" - "Se sei virtuoso, non sarai solo. Avrai sempre degli amici." (4:25) - criticava spesso i suoi contemporanei per averla persa. Descrive de come qualcosa che si può migliorare e aumentare, e elogia i saggi re che governavano attraverso i suoi poteri irresistibili.
Confucio affermò che i governanti dell'antica Cina avevano zhide "perfetto/ultimo de" (vedi sopra). I due esempi seguenti menzionano il leggendario imperatore Yao e l'imperatore Shun, il re Wu, fondatore della dinastia Zhou e Tai Bo, che cedette il trono a suo nipote re Wen.
Il buon governo è un argomento centrale degli Analecta e le seguenti citazioni illustrano l'importanza di de per governanti e funzionari.
In questa similitudine del vento e dell'erba, de chiaramente non significa "virtù" morale, ma qualcosa come "natura; carattere". Confronta questi due usi semanticamente simili.
Confucio denigrò ricorrentemente i suoi contemporanei del periodo delle primavere e degli autunni per aver diminuito la loro naturale de. Un passaggio particolarmente ironico dei Dialoghi accusa lo stesso Maestro di averlo perso.
Ecco alcune citazioni confuciane sulla rarità delle persone che possedevano la vera de "virtù".
Quest'ultima citazione implica che de può essere accumulato, e Confucio non era completamente pessimista sul fatto che la virtù si smarrisse. Ad esempio (14: 6), lodò il suo discepolo Nangong Kuo definendolo "un uomo superiore, un uomo di virtù accresciuta". Questi quattro contesti descrivono de come una forza misurabile che si può "restituire", "coltivare", "estendere" e "aumentare".

### IlGrande Studio
Il Da Xue o "Grande Studio" o "Grande Apprendimento" è uno dei primi testi confuciani, ed è stato trasmesso come capitolo del Liji (libro dei riti). Il breve passaggio principale, che è attribuito a Confucio, ripete la frase ming mingde (明明德"illumina il luminoso de "), che Legge traduce "illustra l'illustre virtù".
Il grande studio include nove commenti. Il primo è stato presumibilmente scritto da Zeng Zi, un discepolo di Confucio. Spiega il mingde citando tre sezioni di Shujing, un'iscrizione per vasca da bagno altrimenti sconosciuta del re Tang di Shang e un'ode di Shijing.

### Ladottrina della media
Lo Zhongyong o Dottrina della Media, che come il "Grande Apprendimento" di cui sopra, era incluso nel Liji, usa de 22 volte.
Mentre i testi confucianisti generalmente descrivono il de degli umani, un passaggio ritrae quello del guishen (鬼神 "fantasmi e spiriti; dei").
Da notare come la Dottrina della Media, o del giusto mezzo attribuisce poteri quasi mistici a cheng (誠 "sincerità; verità; onestà").
Due passaggi usano il composto Dade 大德 "grande/potente de").
La Dottrina della Media menziona anche il concetto di zhide [至道] "de perfetto".

### IlMencio
De 德 "virtù; carattere", appare 41 volte nel Mengzi, o Mencio. Molte occorrenze sono all'interno di citazioni, ad esempio 6A6 e 6A71 citano odi Shijing 260 e 247. Mencio cita frequentemente Confucio riguardo al de; 3A4 cita la metafora dell'erba e del vento presente nel Lunyu 12:19, e 7B37 cita 17:13 riguardo ai "cittadini convenzionali sono ladri di virtù." Tre tematiche comuni su de sono: che i saggi governanti possono utilizzare il suo potere, dovrebbero impiegare gli uomini grazie al de, e dovrebbero capire come ciò influenza l'amicizia.
Il primo e più frequente insegnamento del Mencio è che un condottiero dovrebbe sviluppare il suo de come modoper controllare il popolo.
Da notare che negli ultimi due esempi viene descritta la rapidità del fluire del de.
Il secondo tema riguarda come i regnanti debbano cercare e impiegare quegli individui provvisti di un buon de.
Un terzo tema nel Mencio è il collegamento tra de e amicizia.
Un ultimo esempio dell'uso confuciano di de in questo contesto, nel quale de ha un significato marcatamente negativo, semanticamente opposto alla virtù "morale":

## In divinazione
Svariati testi ritrovati a Mawangdui (datati circa ante 168 a.C.), chiamati Xingde 刑德 (punizione e virtù) descrivono De come una funzione mantica